# 김종완 (음악가)
김종완(1980년 12월 24일 ~ )은 대한민국의 음악가, 싱어송라이터이다. 모던 록 밴드 넬(Nell)의 보컬과 리듬 기타를 맡고 있으며, 곡에 따라 키보드를 연주하기도 한다. 밴드 내에서 전곡의 작사, 작곡, 편곡을 도맡아서 한다.
2009년 8월 13일 군 입대하였고, 2011년 8월 23일 군 복무를 마쳤다. 그리고 이듬해 2012년 4월 10일, 넬 5집 《Slip Away》로 복귀하였다.

## 생애 및 활동/특징

### 계기
김종완은 중학교 3학년이 되던 해, 스위스로 이사를 가게 되었다. 스위스에서는 6월부터 9월까지가 방학이었기 때문에 친구를 사귈 기회가 없었고 무엇을 하며 시간을 보낼 것인가에 대해 고민하던 중, 어렸을때부터 밴드 음악을 좋아하였고 마침 시간도 많으니 기타를 배워야겠다고 결심하게 되었다. 이후 일렉트릭 기타, 기타 교본, 레슨 비디오를 구매해서 하루에 평균 15시간씩 혼자 기타를 쳤다.
이후 스위스로부터 귀국을 한 고등학교 3학년 무렵에 기타를 연주하던 이재경, 드럼을 연주하던 정재원과 친해졌고 1998년 무렵엔 초보 베이시스트였던 이정훈을 만나 후에 아일럿(ilot)을 결성, 1999년 7월 31일 밴드명을 넬로 바꾸고 본격적인 활동을 시작하였다.

### 활동 및 특징
1999년부터 활동을 시작한 그는 넬에서 프론트맨으로 보컬, 기타, 키보드를 담당한다. 밴드 내 모든 악기를 다룰 수 있고, 현재도 프로듀싱과 같은 것들을 공부하고 있다고 한다. 음악에 대한 열정이 뛰어나며 백지연의 피플인사이드에서는 이재경이 “김종완은 앨범 후반부 작업 중 하나인 ‘믹스 작업’을 할때면 30시간 동안 화장실을 가지 않는다”라고 언급한 바 있다. 또한, 넬의 전곡을 작사, 작곡하였다. 넬의 모든 멤버들이 작사와 작곡을 할 수 있음에도 불구하고 자신이 작사, 작곡을 한 이유로서, 노래를 부르는 사람이기에 직접 가사와 멜로디를 만들었을 때 가사 전달력이 좋고 사람들에게 좀 더 와닿기 때문이라 언급하였다. 곡 작업을 할땐 갑자기 떠오른 이미지 혹은 스토리로 만든 곡들도 있지만 대부분은 일상의 메모나 일기에서 시작되며 90% 정도는 경험에서 나온 얘기이다. 인터뷰에 따르면 가장 하기 어려운 이야기를 가사로 써서 더 많은 사람들이 알게 된다는 게 어떻게 보면 모순이나 내게는 마음 속에 쌓여 있는 이야기를 사람들에게 크게 소리 지르듯 표현하고 싶은 욕구가 있고(2007년 Ceci 인터뷰), 실제로도 주변 상황이 안 좋은 방향으로 흘러가거나 깊이 생각해야 할 일이 있을 때 주로 음악 작업을 하게 되는 것 같고 곡이나 가사가 잘 나온다고 한다. 특히 ‘팔세토 창법’을 구사하며 이는 성악에서 흉성과 두성 사이에 있는 팔세토라는 성구를 이용해 내는 소리를 말한다. 조관우, 나얼 등의 가수들이 이와 같은 창법을 사용한다고 알려져 있다.

### 외부 활동
1. 라디오
- KBS의 DMB 라디오 채널인 U-KBS MUSIC에서 넬의 가혹한 라디오를 진행하였다.(2008년 4월 21일 ~ 2008년 11월 16일) 가혹한 라디오는 209회를 마지막으로 막을 내렸다.
- MBC FM4U 타블로와 꿈꾸는 라디오의 금요일 코너 '다크러브'에 하동균과 함께 고정 게스트로 참여했었다. (2014년 5월 9일 ~ 2015년 4월 24일)

2. 외부 작업
- 넬의 전곡을 작곡, 작사하는 것 이외에도 여러 가수의 곡, 라디오 로고송, 드라마 OST 등에 참여하였다. 아래는 참여 목록.

| - SBS 러브FM 김C의 멋진 아침 로고송 - SBS 러브FM 지현우의 기쁜우리 젊은 날 로고송 - MBC 표준FM 박경림의 별이 빛나는 밤에 로고송 |

| 연도 | 노래                               | 앨범                                      | 가수           | 참여                                                       |
| ---- | ---------------------------------- | ----------------------------------------- | -------------- | ---------------------------------------------------------- |
| 2005 | Let It Rain                        | Swan Songs                                | 에픽하이       | 작사 참여, 작곡, 피처링                                    |
| 2006 | 인연                               | 결혼합시다 OST(MBC 주말드라마)            | 김종완         | 작사, 편곡 참여, 노래                                      |
| 2006 | Rainbow                            | More Than Music                           | I.F.           | 작곡 참여, 피처링                                          |
| 2007 | 행복합니다                         | Remapping the Human Soul                  | 에픽하이       | 작곡, 편곡, 피처링                                         |
| 2007 | Fan                                | Remapping the Human Soul                  | 에픽하이       | 코러스 참여                                                |
| 2007 | Heartbreaker                       | Heartbreaker                              | 다이나믹 듀오  | 작사 참여, 작곡 참여, 피처링                               |
| 2008 | One                                | Pieces, Part One                          | 에픽하이       | 코러스 참여                                                |
| 2009 | 4월 16일                           | 꽃, 다시 첫 번째                          | 박지윤         | 작사, 작곡, 편곡                                           |
| 2009 | 멜로디로 남아                      | 끈                                        | 한희정         | 피처링                                                     |
| 2009 | 내가 바라는 나                     | 환타스틱 프렌즈 - 이승환 20주년 기념 앨범 | 이승환(원곡자) | 노래                                                       |
| 2010 | Living Next Door To You            | Vegetable Love                            | 해이           | 피처링                                                     |
| 2010 | Living Next Door To You (Eng ver.) | Vegetable Love                            | 해이           | 피처링                                                     |
| 2010 | 한별 (Implode)                     | Hurricane Venus                           | 보아           | 작사, 작곡, 피처링                                         |
| 2011 | After The Love                     | 반짝반짝 빛나는 OST Part 2                | 하동균         | 코러스 참여                                                |
| 2012 | Today                              | One of a kind                             | 지드래곤       | 피처링                                                     |
| 2012 | 널 불러보는 말                     | Lonely Planet                             | 박소유         | 피처링                                                     |
| 2012 | Shine                              | Another Me                                | 김성규         | 작사, 작곡, 편곡, 코러스                                   |
| 2014 | 내 마음이 뭐가 돼                  | 내 마음이 뭐가 돼                         | 윤하           | 작사, 작곡, 편곡, 코러스                                   |
| 2015 | 27                                 | 2nd Mini Album '27'                       | 김성규         | 작곡, 편곡                                                 |
| 2015 | 너여야만 해                        | 2nd Mini Album '27'                       | 김성규         | 작사, 작곡, 편곡                                           |
| 2015 | Alive                              | 2nd Mini Album '27'                       | 김성규         | 작사, 작곡, 편곡                                           |
| 2015 | Kontrol                            | 2nd Mini Album '27'                       | 김성규         | 작사, 작곡, 편곡                                           |
| 2015 | Daydream                           | 2nd Mini Album '27'                       | 김성규         | 작사 (타블로와 공동 작사 / Borderline), 작곡, 편곡, 피처링 |
| 2015 | 답가                               | 2nd Mini Album '27'                       | 김성규         | 작사, 작곡, 편곡                                           |
| 2017 | Time-Lapse                         | My Voice                                  | 태연           | 작사, 작곡, 편곡                                           |
| 2020 | Blue moon                          | 구미호뎐 OST(tvN 수목드라마)              | 김종완         | 작사, 작곡, 편곡                                           |

## 교우관계
넬 멤버들인 이재경, 정재원과는 중학교 동창이고 이정훈과는 같은 동네 친구이다. 에픽하이(특히 타블로), 피아, 하동균 등과 절친 사이이다. ‘넬의 제 5의 멤버’라 불리는 조재우와 박아셀과도 친분이 있다.

## 에피소드 및 기타 사항

### 에피소드
넬의 멤버들은 어려서부터 친구들이었기 때문에 서로에 관한 에피소드와 이들과 친한 사람들과의 에피소드가 다수 존재한다. 다음은 그 내용.